# Jacques Biolley
Pour les articles homonymes, voir Biolley.
 (avril 2014).
Jacques Biolley, né à Neuchâtel le 28 avril 1957, est un artiste peintre, sculpteur et écrivain suisse.

## Biographie
C’est à Yverdon-les-Bains qu’il passe son enfance, avant de vivre à Fribourg. Il y fait ses humanités au Collège Saint-Michel, puis se forme en pédagogie curative. Il étudie ensuite l'histoire ancienne et la philosophie. Il expose pour la première fois en avril 1985, à la Grande Salle du Moderne, à Bulle, et n'aura de cesse, dès lors, de présenter ses œuvres aux cimaises de nombreuses galeries tant en Suisse qu'à l'étranger.
Peignant à l'huile jusqu'au début des années 1990, Jacques Biolley élabore par la suite une manière qui lui est propre, alliant gouache et pastel. La présence féminine joue un rôle central dans son œuvre, même si l’artiste se plaît à traiter d’autres sujets tels le paysage ou la nature morte. Il s'adonne également à la sculpture pour laquelle il travaille essentiellement le bronze.
En 1993, sous l’égide de France Libertés - Fondation Danielle-Mitterrand, il entreprend la réalisation d'un triptyque intitulé Sarajevo, enfance et guerre. Cette œuvre, conservée aujourd'hui à Sarajevo évoque le conflit en ex-Yougoslavie.
Il est également l'auteur d'une douzaine de livres ayant trait aussi bien aux beaux-arts qu'aux relations humaines.
Parallèlement à son activité de peintre et d'écrivain, Jacques Biolley organise des expositions; il a notamment collaboré avec Stanislas Klossowski au montage de deux expositions consacrées au peintre Balthus : « Les desseins de Balthus » en 2005, et « Le mystère des chats » en 2007.
Depuis 1996, l’atelier de Jacques Biolley est situé sur les hauts de Montreux.

## Ouvrages
- Le grand escalier, Histoire pour petits et grands, lue par François Morel. Éditions Sous la Lime, Paris, 2021.
- Résidence alternée et médiation familiale. Du débat de principe à une vision pragmatique de la coparentalité, Éd. Univ. Européennes, 2020.
- Le grand escalier. Histoire pour petits et grands, Éditions Wallâda, 2019.
- Contes de la vie seconde, Éditions Wallâda, France, 2016.
- Papa, c'est quoi l'infini? Les présents de l'enfance. Éditions Wallâda, France, 2012.
- Être parents après la séparation. Construire une coparentalité sereine pour préserver l’enfant, essai, préface de Jacques Salomé. Éditions Hachette, Paris, 2012.
- Enfant libre ou enfant otage? Comment protéger l’enfant après la séparation de ses parents, essai, préface du Dr. Bertrand Cramer. Éditions Les Liens qui Libèrent (rééd. Marabout, Livre de poche 2012), Paris, 2010.
- Dans la rue de Balthus, roman. Biro Éditeur, Paris, 2008.
- Le livre de Gamesha, conte légendaire. Éditions Wallâda, 2003.
- La cascade, pièce de théâtre. Compagnie Sépia, 1998. Traduit en polonais, 1999.
- Armand Niquille : réalités et images du sacré , monographie. Lausanne, 1996.
- Coupable d’innocence, pièce de théâtre. Compagnie Sépia, Live-TV Productions, 1995.
- Un génocide en toute liberté. La Bosnie à feu et à sang, essai. Coédition Méandres/Wallâda (CH/F), 1993.
- L’Émeraude bleue, contes et histoires courtes, illustrations par Alain Bonnefoit. Éd. Wallâda, France, 1992.
- Comme un ciel de Chagall, récit. Coédition Wallâda/Le Regard Fertile, France, 1991, adapté pour le théâtre en 1994 par la Compagnie Marin.